# Rota 5 (Paraguai)
A Rota Nacional No. 5 " Bernardino Caballero", mais conhecida como Rota Quinta é uma estrada de Paraguai, muito importante e para o desenvolvimento da parte norte da Região Leste, uma vez que é a principal rota para fora e exportação para o Brasil e vice-versa. É a principal rota para exportação de soja e grama, bem como madeira. Tem uma extensão de 355 km e une as 2 principais cidades do norte, Concepcion e Pedro Juan Caballero - dando acesso ao estado de Mato Grosso do Sul, além de unir estas com o Chaco paraguaio .

## Cabines de pedágio
- km 186 Horqueta

## Municípios atravessados pela rodovia

### DepartamentoPresidente Hayes
- km 0 Pozo Colorado - no município de Villa Hayes

### Departamento deConcepción
- km 145 Concepción
- km 186 Horqueta
- km 254 Yby Yaú

### Departamento deAmambay
- km 355 Pedro Juan Caballero